# Cartier-Insel
Die Cartier-Insel ist eine kleine unbewohnte Insel in der Timorsee, einem Randmeer des Indischen Ozeans. Sie liegt etwa 300 Kilometer vor der australischen Nordwestküste und 200 Kilometer südlich der indonesischen Insel Roti. Von den Ashmore-Inseln ist die Cartier-Insel etwa 60 Kilometer entfernt.
Die nahezu vegetationslose, flache Sandinsel liegt inmitten einer von einem Riff umschlossenen Lagune. Riff, Lagune und Insel haben zusammen eine Fläche von etwa 8 km²; davon entfallen etwa 0,05 km² auf trockenes Land.
Die Cartier-Insel wurde um 1800 kartographiert und ist nach dem Entdeckerschiff Cartier benannt. 1909 nahm sie Großbritannien in Besitz. 1934 kam sie unter australische Kontrolle. Zusammen mit den nördlicher gelegenen Ashmore-Inseln bildet Cartier heute die Gruppe der Ashmore- und Cartierinseln, ein abhängiges australisches Außengebiet.